# Stig Nilsson (handbollsspelare)
Stig Arne Nilsson, född 10 november 1927, död 1 april 2015, var en svensk tidigare handbollsspelare i Majornas IK, som spelade vänsterforward (vänstersexa med dagens benämning).

## Karriär
Stig Nilsson började spela handboll i Udderås juniorlag och spelade sedan en säsong i Fräntorps IF innan han 1945 kom till svenska mästarlaget Majornas IK. Där kom han att bli ersättare för Gustaf-Adolf Thorén som började spela i Elfsborg 1945. Stig Nilsson vann SM-guld 1946 med Majorna inomhus. Totalt spelade Stig Nilsson 207 matcher för Majorna och gjorde 647 mål. 1948-1949 vann han allsvenskans skytteliga. Ännu större var framgångarna utomhus där han vann sex SM-guld och var en av spelarna i svenska landslaget. Utomhus var han frikastspecialist i landslaget. De stora målen över 7 meter och en frikastlinje på 19 meter gjorde att det trots allt krävdes hårda skott med precision för att göra mål på frikast. När Majorna degraderades till division två i slutet av 50-talet tog man tillbaka Stig Nilsson i truppen och han sköt laget åter till allsvenskan.

### Landslagskarriär
Nilsson spelade i juniorlandslaget 1946 och 1947. Han landslagsdebuteradet i A-landslaget i Göteborg inomhus 24 februari 1949 mot Danmark då Sverige vann med 11 -8. Stig Nilsson blev bästa målskytt med 4 mål. Totalt spelade Stig Nilsson 23 landskamper 1949 till 1959. Främsta meriterna i utomhushandboll där han spelade VM 1952 för Sverige, och var Sveriges bäste målskytt näst Sten Åkerstedt. Sverige vann en silvermedalj i mästerskapet. Stig Nilsson spelade också utomhus VM 1955 då han gjorde 25 mål och vann mästerskapets skytteliga. Spelade också VM utomhus 1959 men då var Stig Nilsson fotskadad och spelade bara 2 matcher (för att han var frikastspecialist). Sverige tog en bronsmedalj i mästerskapet 1959. Det var i VM 1959 Stig Nilsson gjorde sin sista landskamp.

## Meriter
- SM-guld inomhus 1946 med Majornas IK [5]
- Sex SM-guld utomhus (1953, 1955, 1956, 1957,1958, 1959) med Majornas IK
- VM-silver 1952 utomhus med Sveriges landslag
- VM-fjärdeplats 1955 med Sveriges herrlandslag i handboll (skytteligavinst med 25 mål)
- VM-brons 1959 utomhus med Sveriges landslag